# Ильзен
Ильзен (нем. Uelsen) — община в Германии, районный центр, расположен в земле Нижняя Саксония.
Входит в состав района Графство Бентхайм. Подчиняется управлению Ильзен. Население составляет 5438 человек (на 31 декабря 2010 года). Занимает площадь 19,46 км².
Коммуна подразделяется на 5 сельских округов.
| Год  | Население |
| ---- | --------- |
| 1990 | 4107      |
| 1995 | 4376      |
| 2000 | 4754      |
| 2005 | 5144      |
| 2010 | 5418      |